# Гавро Вучковић Крајишник
Гавро Вучковић Крајишник (Доњи Дабар, 1826 — Београд, 1876) био је народни представник Срба из Босне при Васељенској патријаршији, трговац и писац.

## Биогафија
Потиче из имућне трговачке породице која се сели из Дабра у Босански Петровац ради Гавриног основног школовања.
Његов рођак је Константин Вучковић, имућни банкар и оснивач Матице српске у Дубровнику.
Од оца учи занат и почиње да се бави трговином и временом развија трговаче везе. Истовремено сам чита и учи језике током путовања ради трговине. Он се служи немачким, француским, грчким, италијанским а касније турским и арапским језиком.
За време босанске буне против Омер-паше Латаса склања се у Београд „ради некојих спљетака”. По гушењу буне враћа се у Бихаћ, где додатно развија трговачке везе и почиње да ради са пословним људима Трста, Беча, Сења, Сплита и Сарајева.
Изабран је за представника свих православних грађана Босне и Херцеговине при Цариградској патријаршији на народно-црквеном сабору у Сарајеву 1858. Активно се залаже за борбу против самовоље и агресије грчких владика, просвећеност српског народа и обнову цркви. На тој позицији задржао се пет година.
Заслужан је за обнову Манастира Рмањ, за чију обнову је испословао султанов ферман, као и других цркви и манастира по Босни и Херцеговини. Има заслуге и за обнову путева и отварање вилајетске штампарије.
По повратку у Босну обављао је функцију високог пореског чиновника. Убрзо је оптужен од стране босанских бегова и ага на челу са Сафвет-пашом да је припадник тајног друштва и да „пропагира неке српске ствари”. Осуђен је и послат у ропство, прво у Истанбул а касније у Бејрут па Акру. Из Акре бежи у руско посланство и маскиран у руског војника бродом бежи прво у Цариград а одатле у Београд. Остаје у Београду где покреће велику анти-турску кампању.
Након избијања Невесињске пушке креће за Босну али умире на путу у 50. години.

## Наслеђе
О његовом животу су писали Петар Кочић и Иво Андрић. Заједно са кнезом Михаилом Обреновићем спомиње у Кочићевој приповеци Змијање.
Сматра се за најактивнијег народног делатника међу Србима Босне и Херцеговине шездесетих година деветнаестог века и значајног народног трибуна.
Вредност Вучковићевих књижевних радова варира а дела садрже и значајну историјску вредност.

## Радови
- Ријеч крајишничка, 1868.[12][13]
- Робство у слободи или огледало правде у Босни, 1872.[14]
- Црно путовање за Цариград, 1910.[15]